# تافراوت (سيدي علي)
تافراوت هي إحدى مشيخات المملكة المغربية، تتبع جغرافيا لإقليم الرشيدية وإداريًا لسيدي علي. يقدر عدد سكانها بـ 2503 نسمة حسب الإحصاء الرسمي للسكان والسكنى لسنة 2004.